# (1592) Mathieu
(1592) Mathieu ist ein Asteroid des Hauptgürtels, der am 1. Juni 1951 vom belgischen Astronomen Sylvain Julien Victor Arend in Ukkel entdeckt wurde.
Der Name des Asteroiden ist von einem der Enkelkinder des Entdeckers abgeleitet.